# 3,4-二羟基苄醇
3,4-二羟基苄醇（英語：3,4-dihydroxybenzyl alcohol）是一种有机化合物，化学式C7H8O3，可见于Protea obtusifolia、Dothiorella vidmadera等物种。